# Endocrossis flavibasalis
Endocrossis flavibasalis is een vlinder uit de familie van de grasmotten (Crambidae), uit de onderfamilie van de Spilomelinae. De wetenschappelijke naam van deze soort is voor het eerst voorgesteld als Botyodes flavibasalis door Frederic Moore in een publicatie uit 1867.

## Verspreiding
De soort komt voor in India, Nepal, Bhutan, Bengalen, Nicobaren, China (Guangdong, Hong-Kong), Indonesië (Sumatra) en Papoea-Nieuw-Guinea.

## Waardplanten
De rups leeft op Tinospora sinensis (Menispermaceae).